# Jerzy Gintel
Jerzy Tadeusz Gintel Mitarski (ur. 6 listopada 1920 w Krakowie, zm. 23 sierpnia 2010 w Caracas) – polski fizyk, profesor Centralnego Uniwersytetu Wenezueli w Caracas.

## Życiorys
Matka zmarła mu, gdy miał około dwa lata. Studiował elektrotechnikę na Uniwersytecie Jagiellońskim. We wrześniu 1939 rozdzielił się z ojcem, którego już nigdy nie zobaczył, ponieważ zamordowali go Niemcy za udział w ruchu oporu. 
Do 1947 związany był z Politechniką Gdańską. Był członkiem Polskiego Towarzystwa Fizycznego. Do 1951 był nauczycielem w Wyższej Szkole Handlu Morskiego w Gdyni. W 1951 uciekł z rządzonej przez komunistów Polski wraz z trzema innymi przyjaciółmi, przedostając się jachtem do Malmö w Szwecji, gdzie otrzymał azyl polityczny. Początkowo chciał wyemigrować do Stanów Zjednoczonych, ale w Sztokholmie wykryto u niego cukrzycę i nie otrzymał wizy amerykańskiej. Nie chciał pozostawać w Szwecji, ponieważ komuniści znali jego miejsce pobytu i nękali go korespondencją. Za namową jednego ze znajomych postanowił wyjechać do Wenezueli, ale nie posiadał na to środków finansowych. Ostatecznie za bilet z Genui do La Guaira zapłaciło jedno ze stowarzyszeń emigrantów. Do Wenezueli przybył w 1953. 
Za poleceniem jednego z miejscowych Polaków, Oscar Machado Zuloaga (prezes Electricidad de Caracas) zatrudnił go w Wydziale Budowy Elektryczności w Caracas. Gintel projektował tam innowacyjne rozwiązania w zakresie przesyłu energii elektrycznej, co przysporzyło mu rozgłosu w branży. W 1958 otrzymał stanowisko wykładowcy w Escuela de Física y Matemáticas Centralnego Uniwersytetu Wenezueli (UCV). Wykładał właściwości elektryczne materii, fizykę i (sporadycznie) filozofię. W 1960 otrzymał tytuł profesora nadzwyczajnego (praca: System zarządzania i zdalnego sterowania elektrownią wodną). W 1964 awansował na profesora zwyczajnego, prezentując pracę: Badanie polaryzacji elektrycznej w soli Rochelle'a poprzez bezpośrednią obserwację domen ferroelektrycznych.
Oprócz zainteresowania fizyką zajmował się malarstwem. Przyjął pseudonim Jotager, stworzony od monogramu JG. Oprócz działalności malarskiej od grudnia 1990 do grudnia 1993 był redaktorem naukowego magazynu młodzieżowego RETO. Po przejściu na emeryturę postanowił zebrać historie ze swojego życia w książce Relatos de Física, którą sam zilustrował.

## Rodzina
Ożenił się z Ireną Skibinski. Z tego małżeństwa urodziła się córka, Magdalena Gintel-Skibinski, która zamieszkała na Alasce. Irena Skibinski zmarła 20 listopada 2008.